# برنس سوندرز
برنس سوندرز (بالفرنسية: Prince Saunders) هو مدرس ومؤلف ودبلوماسي هايتي، ولد في 1775 في لبانون في الولايات المتحدة، وتوفي في 1839 في بورت أو برانس في هايتي.